# 阿尔泰月刊
《阿尔泰月刊》，也被称为《阿尔泰》月刊，中华民国大陆时期刊物，1944年1月在重庆创刊，1949年9月停刊，曾有维吾尔文和汉文两种版本。该刊主要致力于对新疆历史和地理、伊斯兰教等多方面的研究，思想上倾向于泛突厥主义和泛伊斯兰主义。

## 历史
1944年1月，《阿尔泰月刊》在重庆创刊，由阿尔泰月刊社主办出版，该社址设在重庆两浮支路91号，艾沙任社长。麦斯武德曾在《阿尔泰月报》创刊号发表文章《介绍新疆民族》，称包括维吾尔、哈萨克、柯尔克子、塔兰其、乌孜别克、塔塔尔及塔吉克人并不是独立的民族，而是属于“土耳其族”的部落。
1944年10月13日，以艾沙为主席的新疆同乡会在《大公报》发表该会向国民政府提出的宪法草案意见，要求将新疆维吾尔等七个民族为“突厥族”，将“新疆”改称“突厥斯坦”，并在宪法中规定突厥民族自治。次日，历史学家黎东方在《中央日报》上发文全面驳斥其意见，由此至1944年11月，艾沙与黎东方双方在《中央日报》发表了多篇争论文章。《阿尔泰月刊》第二期开辟“新疆突厥民族问题论战辑”专栏转载了论战文章，并在编者识中鲜明地支持“东突厥斯坦”立场。
1945年9月，苏联扶持的三区民族军抵近新疆首府迪化（今乌鲁木齐），第八战区司令长官朱绍良向中央求援。9月13日，国民党军事委员会政治部部长张治中赴迪化主持新疆军政，麦斯武德以国民党中央执委会常委、艾沙以国民政府立法委员、伊敏以国民党中央监委候补委员等身份随张治中飞抵迪化。随后，阿尔泰月刊社迁至甘肃兰州，并于1946年5月迁至迪化。1946年6月24日，阿勒泰出版社成立，艾沙任社长，伊敏任总编辑，麦斯伍德任名誉委员会主任，继续出版维吾尔文《阿尔泰月刊》。

## 备注
1. ↑  塔吉克族并非突厥语民族，中国塔吉克族主要使用色勒库尔语，属于印欧语系印度-伊朗语族，突厥语族属于阿尔泰语系。
2. ↑  一说第2期为《新疆突厥民族问题论战》专辑[3]
3. ↑  一说1947年，阿尔泰月刊社改组为阿勒泰出版社[4]